# Zeria monteiri
Espèce
Synonymes
- Solpuga monteiri Pocock, 1895

Zeria monteiri est une espèce de solifuges de la famille des Solpugidae.

## Distribution
Cette espèce se rencontre en Afrique du Sud, au Mozambique, au Zimbabwe, au Botswana, en Namibie et en Angola.

## Description
Le mâle mesure 30 mm et la femelle 33 mm.
Les mâles mesurent de 25 à 40 mm et les femelles de 25 à 40 mm.

## Publication originale
- Pocock, 1895 : Notes on some of the Solifugae contained in the collection of the British Museum, with descriptions of new species. Annals and Magazine of Natural History, sér. 6, vol. 16, p. 74–98 (texte intégral).